# Аеродром Монастир
Међународни аеродром Хабиб Боургуиба Монастир (: , : ) (арап. مطار الحبيب بورقيبة الدولي, фр. Aéroport international de Monastir Habib-Bourguiba) је аеродром која опслужује Монастир, Тунис. Аеродром је удаљен 8 km западно од центра Монастира. Највише је коришћен за чартер летове, највише током лета.
Аеродром Монастир је пуштен у саобраћај 1968. године. Аеродром данас је у могућности да прими 3,5 милиона путника годишњи. Кроз Аеродром Монастир у 2006. прошло је 4.199.214 путника.

## Авио-компаније и дестинације
Следеће авио-компаније користе Аеродром Монастир (од јануара 2008):
- ерБалтик (Рига) [Сезонски]
- Ер Берлин (Берлин-Тегел, Диселдорф, Дресден, Келн/Бон, Минстер/Оснабрик, Нирнбург, Падерборн/Липштадт, Франкфурт, Хамбур)
- Јат ервејз (Београд-Никола Тесла)
- Картхаго ерлајнс (Дебрецин)
- Нувелер (Дебрецин, Диселдорф, Минхен)
- ТАРОМ (Букурешт-Отопени) [Сезонски]
- трансавија. ком (Париз-Орли)
- Тунинтер (Тунис)
- Тунисер (Барселона [Сезонски], Београд-Никола-Тесла, Берлин-Шенефелд, Женева, Лион, Луксембург, Марсељ, Минхен, Ница, Париз-Орли, Франкфурт, Хамбург)